# May Lifschitz
May Simón Lifschitz (17 de mayo de 1995) es una actriz y modelo transgénero de ascendencia danesa y argentina. Es conocida por La monja guerrera de Netflix, donde interpreta a Chanel, y las producciones danesas Wild Witch, Yes No Maybe y Christian IV.

## Carrera
Lifschitz comenzó su carrera como modelo cuando tenía 16 años. Trabajó en campañas para Adidas y se convirtió en la segunda modelo transgénero en trabajar en una campaña de Victoria's Secret, después de Valentina Sampaio.
Comenzó a actuar en 2015. El guionista del programa, David Hayter, le dijo a un fanático que Lifschitz estaba complacida con el guion de La monja guerrera específicamente porque no menciona que ella es trans, lo cual es muy inusual para los roles transgénero.

## Filmografía

### Cine
| Año  | Título                              | Papel        | Notas        |
| ---- | ----------------------------------- | ------------ | ------------ |
| 2014 | Brothers, Sisters, Sons, & Daughter |              | Cortometraje |
| 2015 | Sorte måne                          | Marina       | Cortometraje |
| 2018 | C4                                  | Vibeke Kruse | Película     |
| 2019 | Landesorg, jeg drømmer om at græde  | Kvinden      | Cortometraje |

### Televisión
| Año       | Título            | Papel        | Notas       |
| --------- | ----------------- | ------------ | ----------- |
| 2017      | Yes No Maybe      | Sofía        | 1 episodio  |
| 2020      | La monja guerrera | Chanel       | 4 episodios |
| 2020-2021 | Friheden          | Sabine       | 7 episodios |
| 2022      | Next of Kin       | Simone Osten | 7 episodios |
| 2022      | Ingen vej tilbage | Cat          | 5 episodios |
| 2022      | Orkestret         | Anastacia    | 4 episodios |

### Videoclips
| Año  | Título                    | Papel | Notas     |
| ---- | ------------------------- | ----- | --------- |
| 2018 | Eugenia: Veninde i vandet |       | Videoclip |

## Vida personal
Lifschitz nació en Corrientes, Argentina pero creció en Dinamarca. Su madre es danesa y su padre argentino, y ella tiene ciudadanía danesa.